# Stictotarsus falli
Stictotarsus falli är en skalbaggsart som beskrevs av Nilsson 2001. Stictotarsus falli ingår i släktet Stictotarsus och familjen dykare. Inga underarter finns listade i Catalogue of Life.